# Safia pascuala
Safia pascuala är en fjärilsart som beskrevs av William Schaus 1901. Safia pascuala ingår i släktet Safia och familjen nattflyn. Inga underarter finns listade.